# Andreas Speiser
Andreas Speiser   (Basilea, 10 de juny de 1885 - Basilea, 12 d'octubre de 1970) va ser un Matemàtic i filòsof suís.

## Vida i Obra
Fill d'un influent família de Basilea, Speiser va estudiar matemàtiques a la universitat de Göttingen on li dirigia la tesi doctoral Hermann Minkowski, però la sobtada mort d'aquest el 1909 va fer que el tutor oficial de la seva tesi, defensada el mateix any, fos David Hilbert. Els anys següents va ampliar estudis a Escòcia, Londres i París. El 1911 va obtenir l'habilitació docent a la universitat d'Estrasburg, on va romandre fins al 1917.
A Partir de 1917 va ser professor de la universitat de Zúric fins que el 1944 va rebre una oferta per ser professor a la universitat de Basilea, la seva ciutat, en la qual es va jubilar el 1955.
L'obra de recerca matemàtica de Speiser va estar consagrada a la teoria de nombres, teoria de les funcions, teoria de grups i àlgebres no commutatives. Però la seva obra s'estén més enllà, abordant els temes filosòfics i històrics associats a la matèria. Va ser l'editor principal del comitè que editava de les obres completes de Leonhard Euler a partir de 1926, essent ella mateix editor de set volums.
El 1932 va publicar una de les seves obres més originals: Die Mathematische Denkweise (La mentalitat matemàtica), en la qual relacionava les matemàtiques amb gairebé totes les activitats culturals humanes.